# Le Musée - Arts & Figures des Pyrénées Centrales
Le Musée - Arts & Figures des Pyrénées centrales est un musée municipal, situé à Saint-Gaudens dans la Haute-Garonne en région Occitanie.

## Histoire
Le bâtiment de style néo-classique fut construit par l'architecte Pierre Fauré entre 1874 et 1876. À l'origine mairie de Saint-Gaudens, il fut progressivement transformé en musée à partir de 1963,.
Nommé Musée de Saint-Gaudens et du Comminges, il fut inauguré le 28 septembre 1968.
Le musée est labellisé Musée de France depuis 2005.

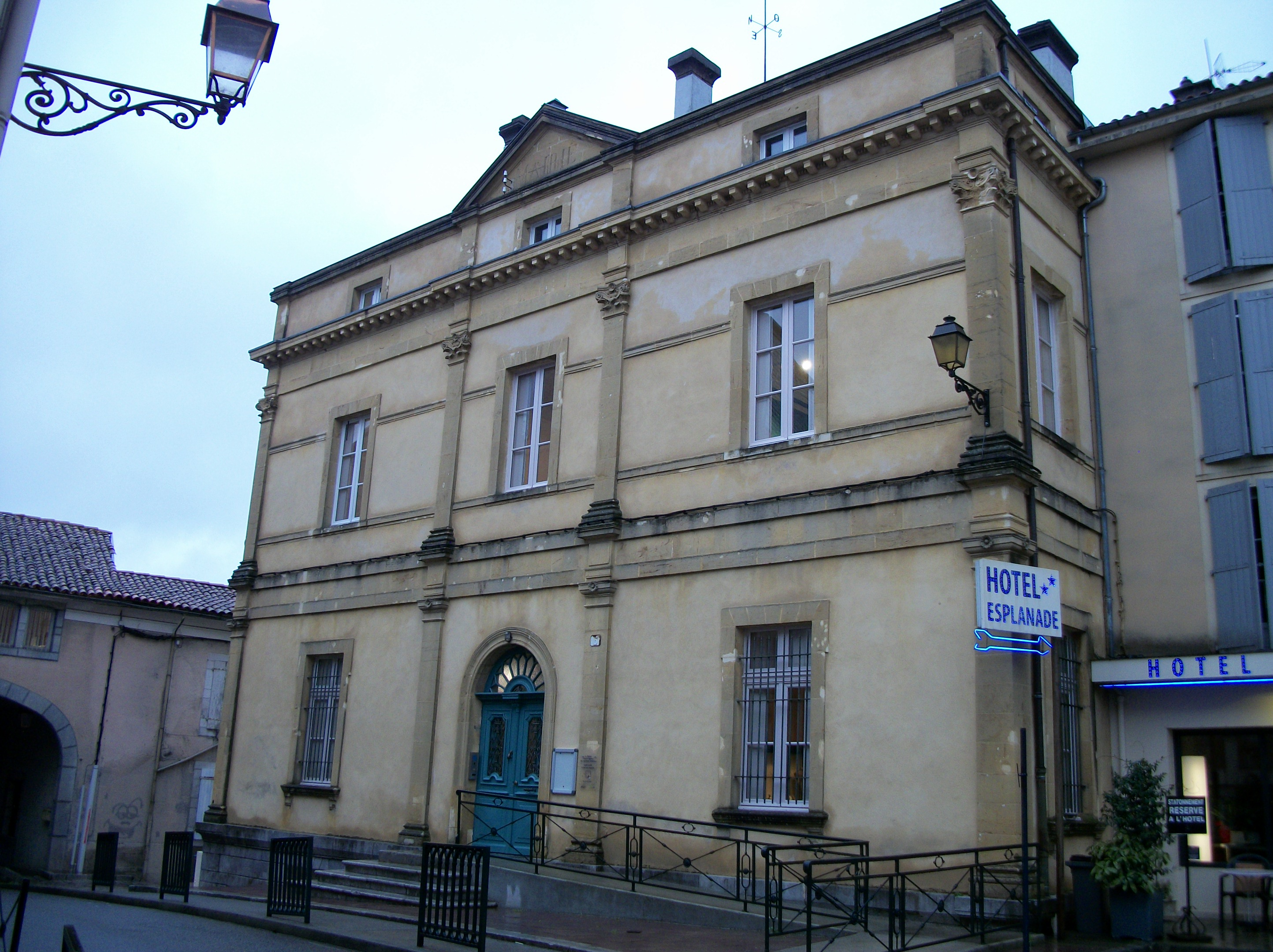
Entrée au nord
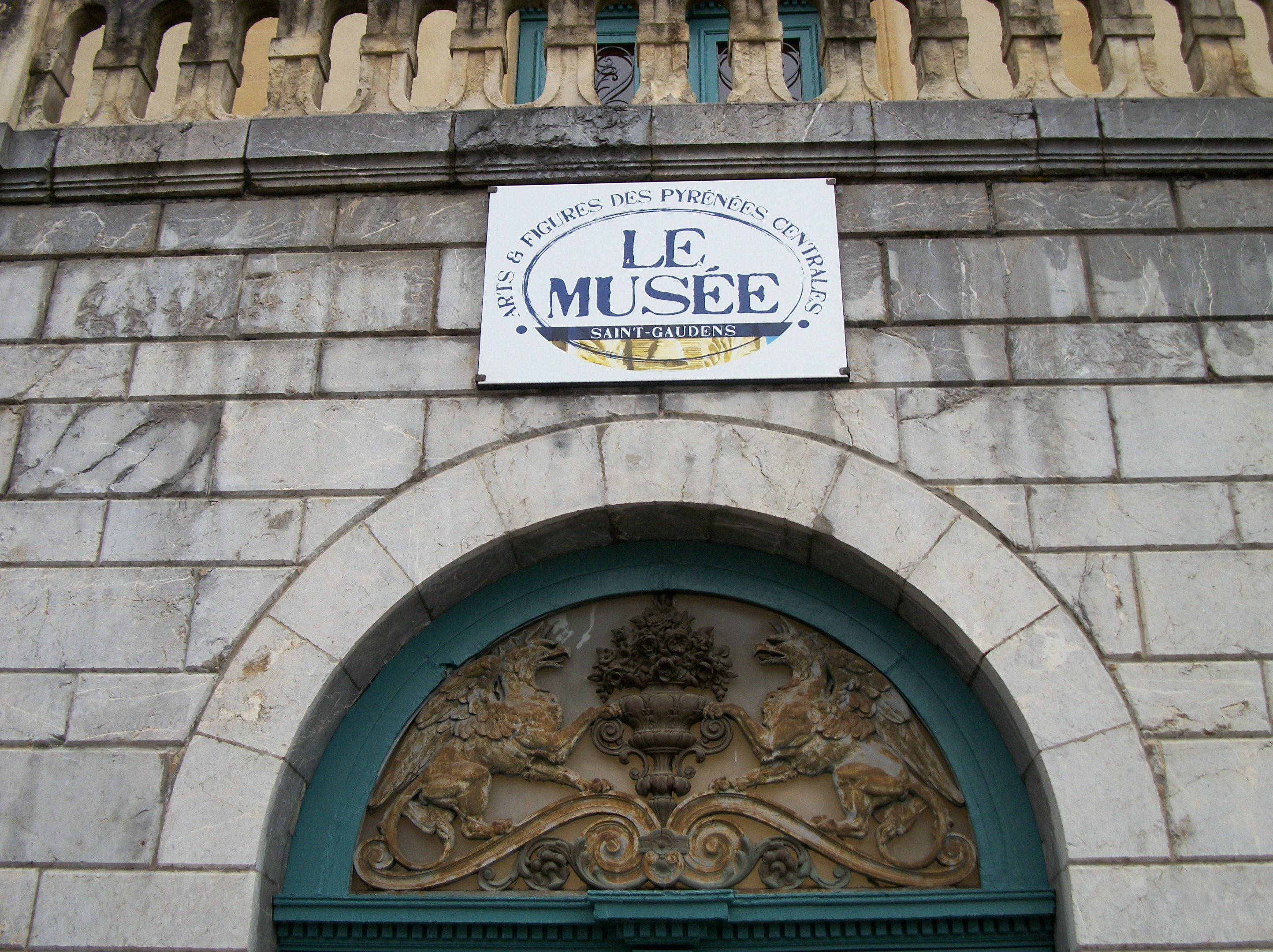
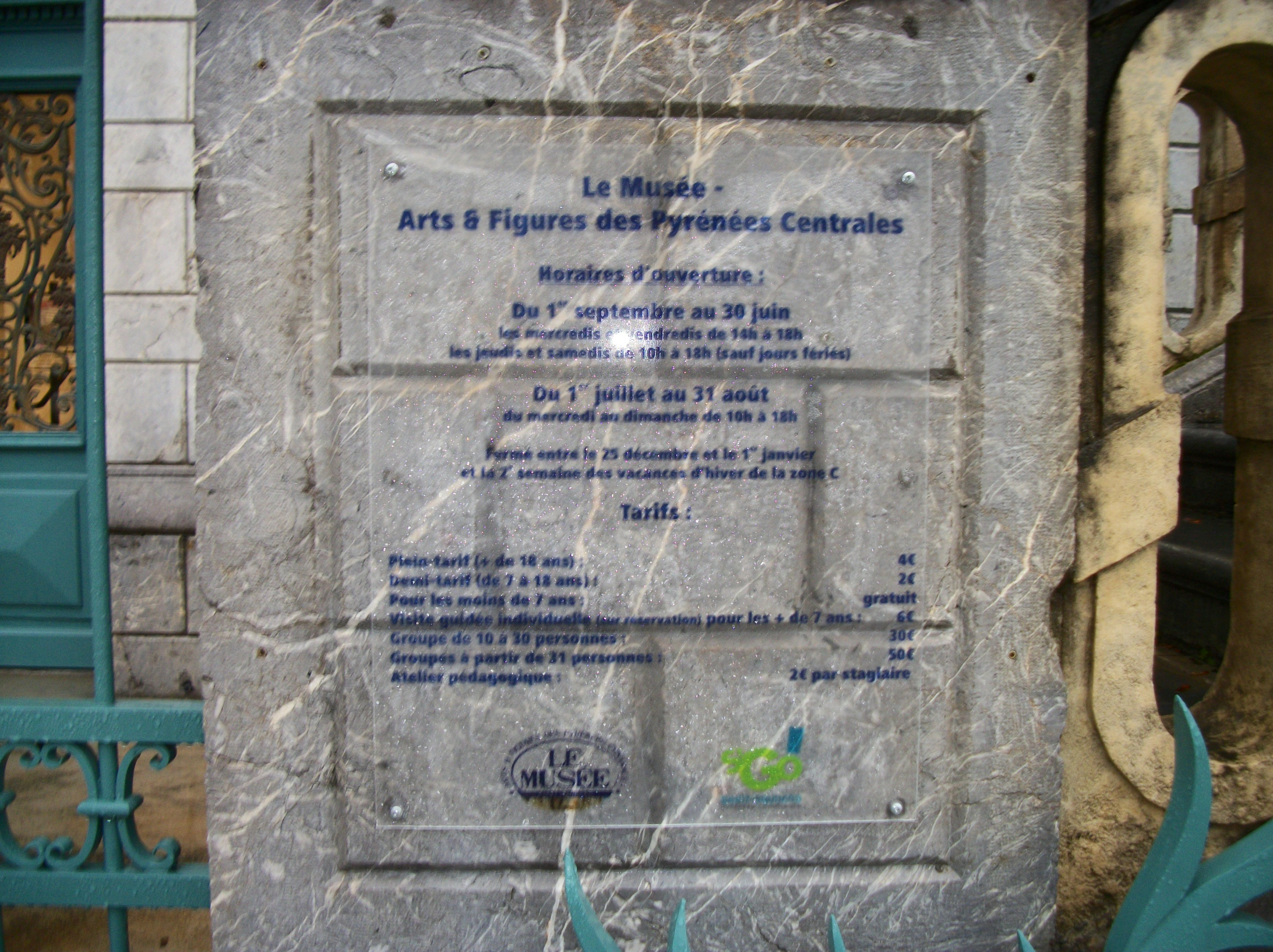

## Collections
Le musée possède une importante collection de porcelaine de Valentine et d'œuvres du peintre Jean-André Rixens, auxquelles s'ajoutent la collection d'Arts et Traditions populaires, les collections préhistoriques, les collections photographiques du pyrénéiste Jean Bepmale, et de l'acteur Romuald Joubé.

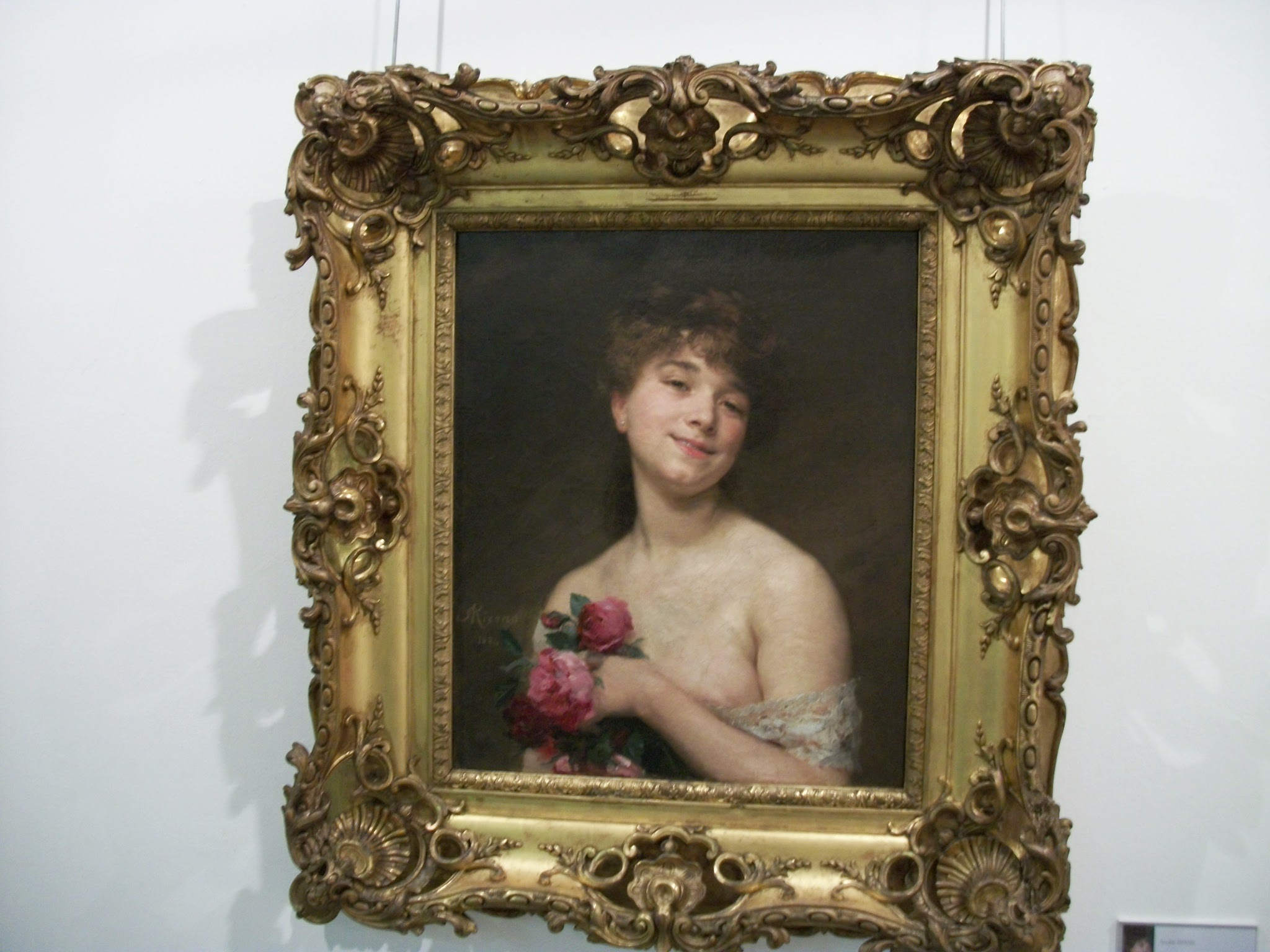
Jean-André Rixens, Portrait de mademoiselle Delagrange
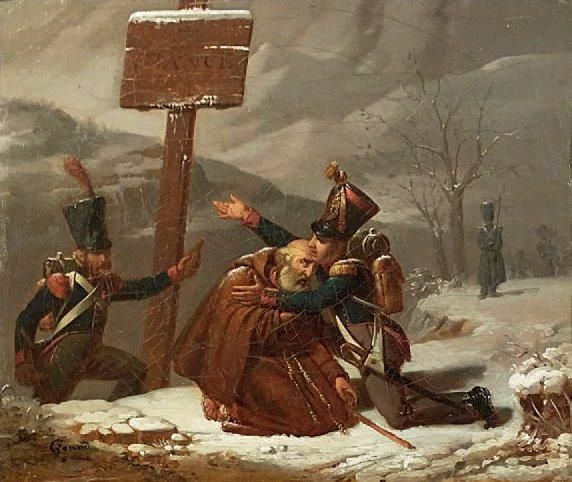
Michel-Philibert Genod, Scène de l'armée d'observation sur les Pyrénées (1824), dépôt du département de peinture du Louvre depuis 2006.